# Ricardo el Peregrino
El rey San Ricardo el Sajón es un mítico rey y santo inglés del siglo VIII. Su fiesta se conmemora el 7 de febrero.
Su historicidad, al igual que la del también rey San Lucio, es puesta en duda por algunos autores. Sobre todo el hecho de que se le considere rey cuando, probablemente, sería señor de un gran feudo equiparable a un pequeño reino de la época. Algunos autores lo consideran príncipe de Wessex.
Parece ser un hecho histórico que hizo una larga peregrinación por Francia con la intención de llegar a Roma acompañado de sus dos hijos, San Wilibaldo y San Winebaldo, pero murió en el camino (en Lucca) donde fue enterrado en la basílica de San Frediano. Una crónica de ese viaje fue escrita por la religiosa Hugeburc de Heidenheim en un libro conocido como Hodoeporicon o Vida de San Willibaldo, donde se citan algunos lugares por los que pasaron los peregrinos y que es un buen testimonio de las primeras vías romeas.
No tardó en ser venerado como taumaturgo (sanador) y santo. Se debe recordar que en aquella época las canonizaciones se realizaban por aclamación popular.
El santo rey tuvo tres hijos que le acompañaron en su peregrinación y que fueron asimismo venerados como santos durante la Edad Media: 
- Winebaldo
- Willibaldo
- Walburga